# Fiodor Černych
Fiodor Černych, né le 21 mai 1991 à Moscou, est un footballeur international lituanien qui évolue au poste d'attaquant à l'Kauno Žalgiris.

## Biographie

### Carrière en club
Fiodor Černych commence sa carrière en Biélorussie avec le Dnepr Moguilev. Il y évolue pendant cinq saisons, entrecoupées par un prêt au Naftan Novopolotsk. Il joue avec ces deux équipes plus de 100 matchs en première division biélorusse. Il participe également aux tours préliminaires de la Ligue Europa (8 matchs, un but).
Il rejoint en 2014 le club polonais du Górnik Łęczna. Avec cette équipe, il inscrit 11 buts au sein du championnat polonais lors de la saison 2014-2015. Il signe ensuite au Jagiellonia Białystok lors de l'été 2015, qu'il quitte trois ans plus tard pour signer au Dynamo de Moscou.
Après un passage décevant au Dynamo, entrecoupé d'un prêt au FK Orenbourg, l'attaquant lituanien revient dans son ancien club, à Blayistock, où il retrouve un temps de jeu régulier.
Face aux difficultés financières du club polonais, il part en janvier 2023 pour Chypre en signant pour l'AEL Limassol, jusqu'en juin 2024,.

### Carrière en équipe nationale
Fiodor Černych reçoit sa première sélection en équipe de Lituanie le 14 novembre 2012, en amical contre l'Arménie (défaite 4-2 à Erevan).
Il marque son premier but près d'un an plus tard, le 11 octobre 2013, face à la Lettonie (victoire 2-0 à Vilnius). Ce match sert de qualification à la Coupe du monde 2014.
Par la suite, lors de l'année 2015, il inscrit deux buts à l'occasion des éliminatoires de l'Euro 2016, contre la Suisse (défaite 1-2), et Saint-Marin (victoire 2-1).
Le 23 mars 2016, il est pour la première fois capitaine de la sélection lituanienne, lors d'un match amical contre la Roumanie (défaite 1-0 à Giurgiu). Quelques semaines plus tard, Fiodor Černych inscrit deux buts lors de la Coupe baltique 2016, contre l'Estonie (victoire 2-0) et la Lettonie (défaite 2-1).
Il inscrit ensuite lors de cette même année deux buts à l'occasion de rencontres qualificatives pour le mondial 2018, contre la Slovénie, et l'Écosse, avec pour résultats deux matchs nuls.

## Palmarès
- Vainqueur de la Coupe de Biélorussie en 2012 avec le Naftan Novopolotsk.